# Rick's Road Trip
Rick's Road Trip is een Nederlands televisieprogramma dat sinds oktober 2008 wordt uitgezonden door RTL 4. Het programma is elke werkdag te zien na de late editie van het RTL Nieuws. Het programma wordt gepresenteerd door nieuwslezer Rick Nieman.
In Rick's Road Trip gaat Rick Nieman langs bij Nederlanders die in de Verenigde Staten wonen. Het programma gaat voornamelijk over de verkiezingsstrijd tussen Barack Obama en John McCain. De gasten in het programma geven hun mening over de verkiezingen.
De eerste uitzending van 27 oktober 2008 trok 178.000 kijkers (marktaandeel van 6,7%).